# Šiūšis
Šiūšis je říčka v západní Litvě, v Žemaitsku, v okrese Šilutė, pravý přítok Tenenysu.
Pramení ve vsi Šilininkai, 6 km na jih od Švėkšny (okres Šilutė). Teče zpočátku na jih, potom směrem na západ a po soutoku s Alksnou opět na jih. Vlévá se do řeky Tenenys 15,6 km od jejího ústí do řeky Minija, u vsi Bružai, 4 km na jihovýchod od Saugů (okres Šilutė). V okolí obce Virkytai se používá též název Šustė. V této obci byl v první polovině 20. století na říčce vodní mlýn.

## Přítoky
- Levý: Bisa (vlévá se 6,2 km od ústí, hydrologické pořadí: 17011093)
- Pravý: Žlagatas (?), Alksna (4,5 km, 17011094)

## Obce při řece
Šilininkai, Surinkiškiai, Paičiai, Pelkupis, Labatmedis, Virkytai, Berciškė, Norkaiėiai, Lašai, Bružai.